# 第15高射特科連隊
第15高射特科連隊（だいじゅうごこうしゃとっかれんたい、JGSDF 15th Antiaircraft Artillery Regiment）は、陸上自衛隊八重瀬分屯地（沖縄県 島尻郡 八重瀬町）に連隊本部が駐屯する第15旅団隷下の高射特科部隊である。

## 概要
沖縄返還に伴う陸上自衛隊の高射部隊として編成された「第6高射特科群」が前身であり、2014年（平成26年）3月26日付で第15高射特科連隊に改編された。
連隊長は、1等陸佐（二）をもって充てられ、連隊本部は沖縄県島尻郡八重瀬町の八重瀬分屯地（旧：与座分屯地）に駐屯し、隷下の各中隊は八重瀬分屯地（本部管理中隊・高射搬送通信中隊）、知念分屯地（第1高射中隊）、勝連分屯地（第2高射中隊）、白川分屯地（第3高射中隊）、南与座分屯地（第4高射中隊）にそれぞれ駐屯している。
方面隊および旅団防空任務を併せ持つ観点から、逐次装備を更新しており、2020年（令和2年）12月に03式中距離地対空誘導弾（改善型）の配備が開始され、2024年（令和6年）時点で最新の高射特科装備である対空戦闘指揮統制システム、対空レーダ装置 JTPS-P25（本部管理中隊）、03式中距離地対空誘導弾（改善型）（第1、第2、第3高射中隊）、11式短距離地対空誘導弾（第4高射中隊）の4つの装備を運用する日本で唯一の高射特科部隊である。
なお、奄美群島は第3高射特科群（福岡県）から部隊の一部（1個高射中隊）が、先島諸島は第7高射特科群が移駐し、中距離防空を対処している。

## 沿革
第6高射特科群
- 1972年（昭和47年）8月1日：第124特科大隊を母体に東部方面隊直轄部隊として第6高射特科群が朝霞駐屯地において編成完結。

※編成（群本部、本部管理中隊、第323～第326高射中隊、第306高射搬送通信中隊、第107高射直接支援隊）
その後、アメリカ陸軍第30防空砲兵旅団（30th Air Defense Artillery Brigade）から基地施設の随時移管を受ける。
- 1973年（昭和48年）
  - 1月30日：第6高射特科群が沖縄県の那覇駐屯地に移駐開始。
  - 2月23日：西部方面隊隷下に直轄部隊として隷属替え。
  - 3月25日：第6高射特科群が那覇駐屯地に移駐完了。
  - 4月13日：分屯地開設。

  1. 与座分屯地開設に伴い、第6高射特科群本部、本部管理中隊、第306高射搬送通信中隊、第107高射直接支援隊が駐屯開始。
  2. 知念分屯地開設に伴い、第325高射中隊が駐屯開始。

  - 4月16日：南与座分屯地開設に伴い、第326高射中隊が駐屯開始。
  - 5月1日：分屯地開設。

  1. コザ分屯地開設に伴い、第323高射中隊が駐屯開始。
  2. 勝連分屯地開設に伴い、第324高射中隊が駐屯開始。

  - 7月1日：防空任務の実働開始[2]。
  - 10月16日：第1混成団隷下部隊として編入。
- 1974年（昭和49年）4月11日：第323高射中隊が駐屯するコザ分屯地が白川分屯地と改称[3]。
- 2006年（平成18年）1月：第6高射特科群が駐屯する与座分屯地が八重瀬分屯地と改称。
- 2010年（平成22年）3月25日：

1. 第1混成団が第15旅団へ改編され、第6高射特科群が隷下部隊となる。
2. 第107高射直接支援隊（八重瀬分屯地）を廃止し、整備部門を新編された第15後方支援隊高射直接支援中隊へ移管。

- 2012年（平成24年）3月26日：第325高射中隊（知念分屯地：地対空誘導弾改良ホーク装備）を第341高射中隊（03式中距離地対空誘導弾装備）に改編。
- 2013年（平成25年）3月26日：第324高射中隊（勝連分屯地：地対空誘導弾改良ホーク装備）を第342高射中隊（03式中距離地対空誘導弾装備）に改編。

第15高射特科連隊
- 2014年（平成26年）3月26日：第6高射特科群（八重瀬分屯地）を第15高射特科連隊に改編。

1. 第341高射中隊（知念分屯地）を第1高射中隊（03式中距離地対空誘導弾装備）に改編。
2. 第342高射中隊（勝連分屯地）を第2高射中隊（03式中距離地対空誘導弾装備）に改編。
3. 第323高射中隊（白川分屯地）を第3高射中隊（03式中距離地対空誘導弾装備）に改編。
4. 第326高射中隊（南与座分屯地）を第4高射中隊（11式短距離地対空誘導弾装備）に改編。
5. 第306高射搬送通信中隊（八重瀬分屯地）を高射搬送通信中隊に改称。

- 2020年（令和02年）12月：第1高射中隊（知念分屯地）が03式中距離地対空誘導弾（改善型）（中SAM改）へ装備転換[4]。
- 2021年頃：第2高射中隊（勝連分屯地）が03式中距離地対空誘導弾（改善型）（中SAM改）へ装備転換。
- 2022年頃：第3高射中隊（白川分屯地）が03式中距離地対空誘導弾（改善型）（中SAM改）へ装備転換。
- 2024年（令和06年）3月21日：勝連分屯地司令職を第2高射中隊長から第7地対艦ミサイル連隊長に移管[5]。

## 編成・駐屯地
編成
- 第15高射特科連隊本部
- 本部管理中隊「15高-本」：対空戦闘指揮統制システム、対空レーダJTPS-P‐25
- 第1高射中隊「15高-1」：03式中距離地対空誘導弾（改善型）
- 第2高射中隊「15高-2」：03式中距離地対空誘導弾（改善型）
- 第3高射中隊「15高-3」：03式中距離地対空誘導弾（改善型）
- 第4高射中隊「15高-4」：11式短距離地対空誘導弾
- 高射搬送通信中隊「15高-通」

駐屯地
- 八重瀬分屯地（沖縄県島尻郡八重瀬町）
  - 連隊本部および本部管理中隊
  - 高射搬送通信中隊
- 知念分屯地（沖縄県南城市）
  - 第1高射中隊
- 勝連分屯地（沖縄県うるま市）
  - 第2高射中隊
- 白川分屯地（沖縄県沖縄市）
  - 第3高射中隊
- 南与座分屯地（沖縄県島尻郡八重瀬町）
  - 第4高射中隊

## 整備支援部隊
第6高射特科群
- 第107高射直接支援隊「107高直支」（八重瀬分屯地）：1972年 （昭和47年）8月1日から2010年 （平成22年）3月24日まで。
- 第15後方支援隊高射直接支援中隊「15後支-高直支」（八重瀬分屯地）：2010年 （平成22年）3月25日から2014年 （平成26年）3月25日まで。
  - 第1直接支援小隊（白川分屯地）：第323高射中隊を支援。
  - 第2直接支援小隊（勝連分屯地）：第324高射中隊を支援。2013年（平成25年）3月26日から第342高射中隊を支援。
  - 第3直接支援小隊（知念分屯地）：第325高射中隊を支援。2012年（平成24年）3月26日から第341高射中隊を支援。
  - 第4直接支援小隊（南与座分屯地）：第326高射中隊を支援。

第15高射特科連隊
- 第15後方支援隊高射直接支援中隊「15後支-高直支」（八重瀬分屯地）[6]：2014年 （平成26年）3月26日から
  - 第1直接支援小隊（知念分屯地）：第15高射特科連隊第1高射中隊を支援。
  - 第2直接支援小隊（勝連分屯地）：第15高射特科連隊第2高射中隊を支援。
  - 第3直接支援小隊（白川分屯地）：第15高射特科連隊第3高射中隊を支援。
  - 第4直接支援小隊（南与座分屯地）：第15高射特科連隊第4高射中隊を支援。

## 主要幹部
| 官職名                                 | 階級          | 氏名     | 補職発令日     | 前職                             |
| -------------------------------------- | ------------- | -------- | -------------- | -------------------------------- |
| 第15高射特科連隊長 兼 八重瀬分屯地司令 | 1等陸佐（二） | 池田礼薦 | 2025年03月17日 | 陸上幕僚監部監理部総務課企画班長 |

| 代 | 氏名     | 在職期間                        | 出身校・期 | 前職                                            | 後職                                  |
| -- | -------- | ------------------------------- | ---------- | ----------------------------------------------- | ------------------------------------- |
| 01 | 藤田英俊 | 2014年03月26日 - 2014年12月18日 | 防大31期   | 第6高射特科群長 兼 八重瀬分屯地司令             | 東部方面総監部情報部長                |
| 02 | 安孫子一 | 2014年12月19日 - 2016年07月31日 | 防大36期   | 陸上幕僚監部運用支援・情報部 情報課武官業務班長 | 自衛隊京都地方協力本部長              |
| 03 | 久保勝裕 | 2016年08月01日 - 2017年12月19日 | 防大38期   | 陸上幕僚監部人事部募集・援護課 総括班長         | 陸上幕僚監部人事教育部 募集・援護課長 |
| 04 | 島守英次 | 2017年12月20日 - 2019年12月19日 | 防大33期   | 陸上幕僚監部監理部総務課 監理班長               | 東部方面総監部監察官                  |
| 05 | 内村直樹 | 2019年12月20日 - 2022年12月22日 | 防大39期   | 陸上自衛隊高射学校作戦評価室長                  | 陸上総隊司令部監察官                  |
| 06 | 池戸雅浩 | 2022年12月23日 - 2025年03月16日 | 防大44期   | 陸上自衛隊教育訓練研究本部勤務                  | 自衛隊高知地方協力本部長              |
| 07 | 池田礼薦 | 2025年03月17日 -                |            | 陸上幕僚監部監理部総務課企画班長                |                                       |

## 第6高射特科群廃止時の編成・駐屯地
編成
- 第6高射特科群本部
- 本部管理中隊「6高群-本」
  - 中隊本部
  - 群本部勤務班
  - 指揮小隊
  - 通信レーダ班
  - 衛生小隊
  - 補給班
- 第323高射中隊「323高」- 地対空誘導弾改良ホーク
- 第326高射中隊「326高」- 地対空誘導弾改良ホーク
- 第341高射中隊「341高」- 03式中距離地対空誘導弾
- 第342高射中隊「342高」- 03式中距離地対空誘導弾

- 第306高射搬送通信中隊「306高搬通」

駐屯地
- 八重瀬分屯地（沖縄県島尻郡八重瀬町）
  - 群本部および本部管理中隊
  - 第306高射搬送通信中隊
- 知念分屯地（沖縄県南城市）
  - 第341高射中隊
- 勝連分屯地（沖縄県うるま市）
  - 第342高射中隊
- 白川分屯地（沖縄県沖縄市）
  - 第323高射中隊
- 南与座分屯地（沖縄県島尻郡八重瀬町）
  - 第326高射中隊

## 歴代の第6高射特科群長
| 代 | 氏名       | 在職期間                        | 出身校・期          | 前職                                            | 後職                                                       |
| -- | ---------- | ------------------------------- | ------------------- | ----------------------------------------------- | ---------------------------------------------------------- |
| 01 | 笠井溢三   | 1972年08月01日 - 1974年03月15日 | 陸士57期            | 東部方面総監部付                                | 陸上自衛隊高射学校研究部長                                 |
| 02 | 山田精一   | 1974年03月16日 - 1975年07月15日 | 海兵75期            | 第6高射特科群副群長                             | 統合幕僚会議事務局第3幕僚室勤務                            |
| 03 | 後藤清     | 1975年07月16日 - 1977年07月31日 | 4期幹候             | 第2高射団本部高級幕僚 →1976年1月1日 1等陸佐昇任 | 練馬駐とん地業務隊長                                       |
| 04 | 畑學       | 1977年08月01日 - 1979年07月31日 | 香川大学 昭和30年卒 | 陸上幕僚監部第5部勤務                           | 陸上自衛隊高射学校第1教育部長                              |
| 05 | 陸井益三   | 1979年08月01日 - 1981年07月31日 | 防大1期             | 陸上自衛隊業務学校勤務                          | 陸上自衛隊高射学校学校教官                                 |
| 06 | 井原康夫   | 1981年08月01日 - 1983年07月31日 | 明治大学 昭和32年卒 | 陸上自衛隊高射学校勤務                          | 自衛隊徳島地方連絡部長                                     |
| 07 | 馬来基成   | 1983年08月01日 - 1985年08月07日 | 防大1期             | 陸上自衛隊高射学校学校教官                      | 陸上自衛隊高射学校学校教官                                 |
| 08 | 竹上宗利   | 1985年08月08日 - 1987年07月31日 | 防大3期             | 陸上自衛隊高射学校研究員                        | 陸上自衛隊高射学校学校教官                                 |
| 09 | 大浦誠哉   | 1987年08月01日 - 1989年07月31日 | 香川大学 昭和35年卒 | 陸上自衛隊高射学校研究員                        | 陸上自衛隊幹部学校学校教官                                 |
| 10 | 井本敏夫   | 1989年08月01日 - 1992年03月15日 | 防大11期            | 陸上幕僚監部付                                  | 東北方面総監部人事部長                                     |
| 11 | 若松三千男 | 1992年03月16日 - 1994年11月30日 | 防大10期            | 陸上幕僚監部監理部総務課 監理班長               | 陸上自衛隊幹部学校主任教官                                 |
| 12 | 林茂       | 1994年12月01日 - 1996年12月15日 | 防大9期             | 陸上自衛隊高射学校研究部長                      | 陸上自衛隊幹部学校主任教官                                 |
| 13 | 江口幸一   | 1996年12月16日 - 1999年08月01日 | 防大15期            | 陸上幕僚監部教育訓練部訓練課 評価班長           | 自衛隊千葉地方連絡部長                                     |
| 14 | 藤井宏     | 1999年08月02日 - 2001年03月31日 | 防大18期            | 第1高射特科団本部高級幕僚                       | 第1高射特科団本部勤務                                      |
| 15 | 片渕雅晴   | 2001年04月01日 - 2003年03月31日 | 防大20期            | 第2高射特科団本部高級幕僚                       | 東千歳駐屯地業務隊長                                       |
| 16 | 保松秀次郎 | 2003年04月01日 - 2005年03月27日 | 防大24期            | 陸上幕僚監部防衛部研究課 研究班長               | 統合幕僚会議事務局第3幕僚室 教育訓練調整官 兼 教育訓練班長 |
| 17 | 内村純博   | 2005年03月28日 - 2007年03月27日 | 防大23期            | 北部方面総監部人事部人事課長                    | 陸上自衛隊研究本部主任研究開発官                           |
| 18 | 藤田浩和   | 2007年03月28日 - 2009年03月23日 | 防大28期            | 陸上幕僚監部教育訓練部 教育訓練課制度班長       | 東部方面総監部人事部長                                     |
| 19 | 田渕忠史   | 2009年03月24日 - 2011年04月18日 | 防大30期            | 情報本部勤務                                    | 陸上自衛隊研究本部主任研究開発官                           |
| 20 | 中村浩之   | 2011年04月19日 - 2012年12月04日 | 防大29期            | 陸上幕僚監部人事部人事計画課 予備自衛官室長     | 自衛隊福島地方協力本部長                                   |
| 末 | 藤田英俊   | 2012年12月04日 - 2014年03月25日 | 防大31期            | 統合幕僚監部運用部運用第2課 国際協力室長        | 第15高射特科連隊長 兼 八重瀬分屯地司令                     |

## 主要装備
- 03式中距離地対空誘導弾（改善型）：第1高射中隊、第2高射中隊、第3高射中隊
- 11式短距離地対空誘導弾：第4高射中隊
- 対空レーダ装置 JTPS-P14：本部管理中隊
- 1/2tトラック / 73式小型トラック
- 1 1/2tトラック / 73式中型トラック
- 3 1/2tトラック / 73式大型トラック

## 警備隊区
糸満市、沖縄市、南城市、島尻郡の本土部（八重瀬町、与那原町、南風原町）、中頭郡（西原町、中城村、北中城村、南風原町）

## 廃止（改編）部隊
- 2010年（平成22年）3月24日廃止
  - 第107高射直接支援隊「107髙直支」（八重瀬分屯地）：第15後方支援隊高射直接支援中隊へ改編。
- 2012年（平成24年）3月25日廃止
  - 第325高射中隊「325髙中」（知念分屯地）：第341高射中隊（03式中距離地対空誘導弾）に改編。
- 2013年（平成25年）3月25日廃止
  - 第324高射中隊「324高中」（勝連分屯地）：第342高射中隊（03式中距離地対空誘導弾）に改編。
- 2014年（平成26年）3月25日廃止
  - 第6高射特科群本部および本部管理中隊「6高群-本」（八重瀬分屯地）：第15高射特科連隊に改編。
  - 第323高射中隊「323高中」（白川分屯地）：第3高射中隊（03式中距離地対空誘導弾）に改編。
  - 第326高射中隊「326高中」（南与座分屯地）：第4高射中隊（11式短距離地対空誘導弾）に改編。
  - 第341高射中隊「341高中」（知念分屯地）：第1高射中隊に改編。
  - 第342高射中隊「342高中」（勝連分屯地）：第2高射中隊に改編。
  - 第306高射搬送通信中隊「306高搬通」（八重瀬分屯地）：高射搬送通信中隊に改称。

## 歴代主要装備
- 地対空誘導弾改良ホーク
- 03式中距離地対空誘導弾